# Мальчиці
Ма́льчиці — село в Україні, у Яворівському районі Львівської області, розташоване на річці Верещиці, притоці Дністра. Станом на 2024 рік, кількість населення становила 897 осіб. Орган місцевого самоврядування — Івано-Франківська селищна рада. У селі розташована комплексна і тракторна бригади, є свиноферма і ферма для великої рогатої худоби.

## Історія
29 жовтня 1407 рік — перша згадка про село в архівних документах.
6 січня 1948 року біля села Мальчиці лейтенант Плотніков наказав зупинитися нібито "охороняти селян від бандерівців". Члени НКВС зробили засідку біля садиби місцевого жителя Василя Яновського. Після проходження вертепників повз садибу, учасники комісаріату СРСР розпочали стрільбу із автоматів, внаслідок чого загинуло одинадцять учасників вертепу, двох було госпіталізовано внаслідок численних кульових поранень.
Ось, що розповідав про це небачене жахіття 87-річний учасник Другої світової війни Михайло Микитин: "У вересні 1944-го я був мобілізований до Червоної армії, бойове хрещення отримав під Краковом, 2 травня 1945 року під Прагою уламком німецької міни був важко поранений і тільки після піврічного лікування повернувся додому. Пізніше у своєму кожусі «Гуцула» я нарахував одинадцять кулевих отворів. Не загинув від німецької кулі, а отримав російську. На тілі вертепного «Ангела» нарахували шістнадцять куль».
Київський тележурналіст Василь Глинчак зняв документальний фільм про розстріляний вертеп, де живі свідки описували ці страшні події.
До 70-х роковин розстріляного вертепу, 2018 року в селі проводили районний фестиваль вертепів.
У місцевому музеї зберігають частини костюмів колядників.

## Населення

### Мова
Розподіл населення за рідною мовою за даними перепису 2001 року:
| Мова       | Кількість | Відсоток |
| ---------- | --------- | -------- |
| українська | 1097      | 99.91%   |
| російська  | 1         | 0.09%    |
| Усього     | 1098      | 100%     |

## Пам'ятки
У селі розташована пам'ятка архітектури - Церква Святого Великомученика Димитрія Солунського, збудована у 1908 р. за проектом відомого свого часу архітектора Василя Нагірного та освячена у 1912 р. Будівля хрестова у плані, всі кути підкреслюють восьмибічні вежі, до вівтаря прибудовані захристії, середхрестя нави завершує високий світловий восьмерик накритий банею з ліхтарем і маківкою. Святиня зовні повністю відремонтована, подвіря навколо доглянуте. На північ від церкви в наш час збудували чималу каплицю. Зараз належить парафії ПЦУ.

## Відомі люди
- Дідичем села був Ходоровський Александр Стефан — шляхтич, військовик, державний діяч, останній представник роду Ходоровських.[5]
- Констанція княжна Чорторийська (бл. 1696—27.10.1759[6]) — дружина Станіслава Цьолека, мати короля Станіслава Августа Понятовських, померла тут, була похована в костелі Янова.[7]